# Hipposideros doriae
Hipposideros doriae is een zoogdier uit de familie van de bladneusvleermuizen van de Oude Wereld (Hipposideridae). De wetenschappelijke naam van de soort werd voor het eerst geldig gepubliceerd door Peters in 1871.

## Voorkomen
De soort komt voor in Maleisië en Indonesië.